# Дуже великий телескоп

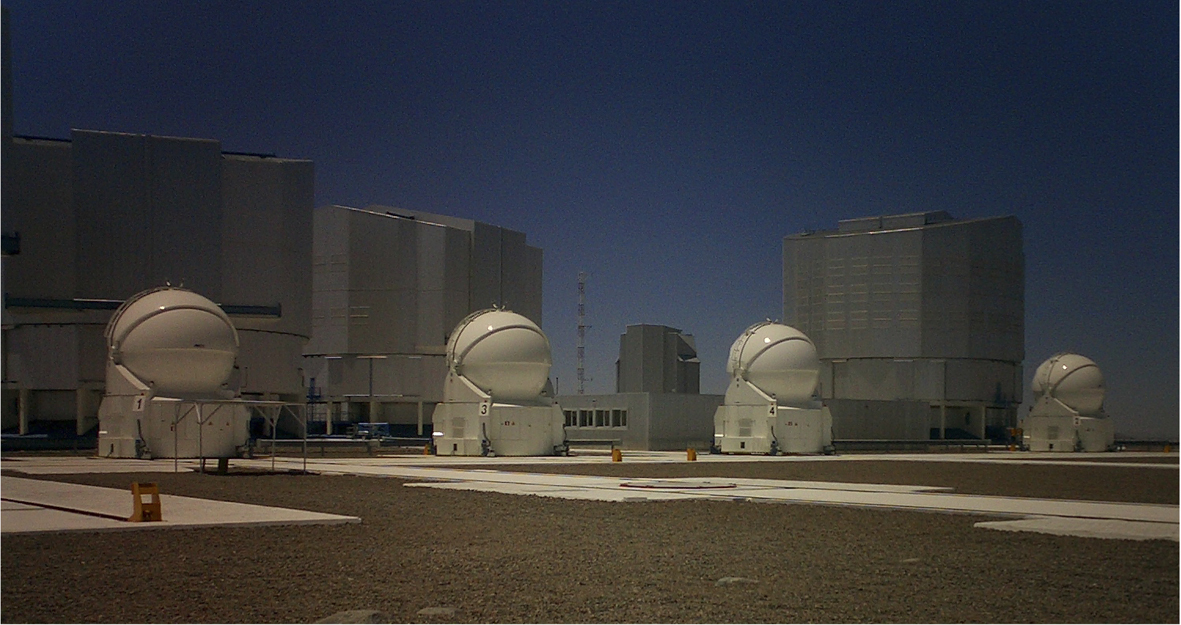
Чотири AT на обсерваторії Паранал

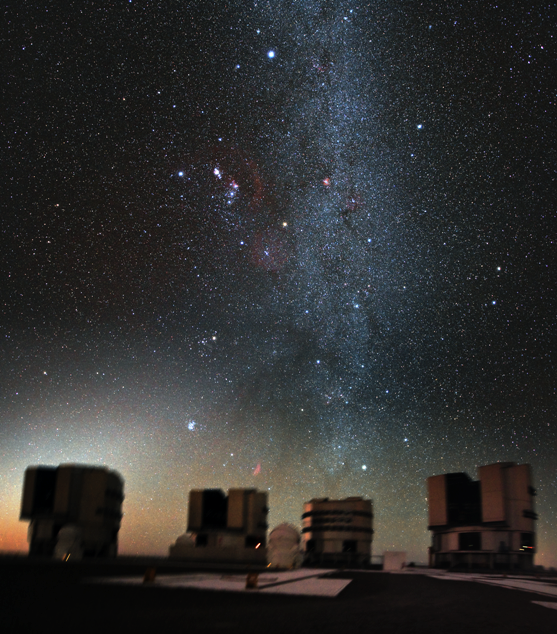
Сузір'я Оріона над ДВТ.

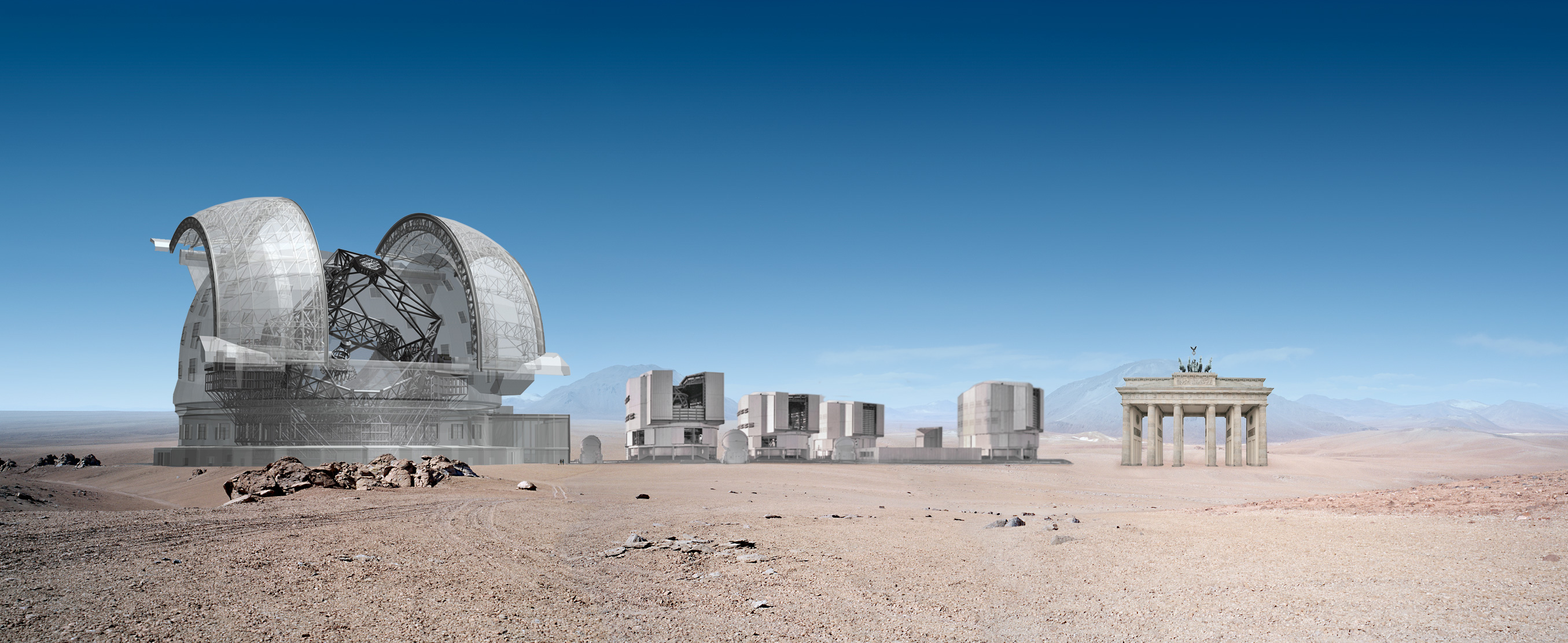
E-ELT та ДВТ у порівнянні з Бранденбурзькими воротами.

Ду́же вели́кий телеско́п (ДВТ, англ. Very Large Telescope, VLT) — комплекс із чотирьох окремих дзеркальних телескопів з апертурою 8,2 м кожен: Анту (Сонце), Куєн (Місяць), Меліпал (Південний Хрест) та Єпун (Венера), що працюють в оптичному діапазоні та утворюють величезний інтерферометр. ДВТ побудований та керується Європейською південною обсерваторією (ESO) на обсерваторії Паранал, що розташована на горі Серро Паранал (висота 2635 м над рівнем моря) в пустелі Атакама в північній частині Чилі. До складу інтерферометра входять також 4 допоміжних пересувних телескопи з апертурою 1,8 м. Працюючи разом у режимі інтерферометра телескопи можуть досягти кутової роздільної здатності в 1 кутову мілісекунду, що еквівалентно відстані між фарами авто, поміщеного на Місяць, при його спостереженні із Землі. Телескоп почав працювати у 1998 році.

## Загальна інформація
ДВТ складається з 4-х великих телескопів з апертурою 8,2 м кожен, оптичні елементи яких можна скомбінувати, утворивши інтерферометр (VLTI), що має високу роздільну здатність. До складу інтерферометра входить також 4 малих рухомих телескопи (з апертурою 1,8 м), призначених виключно для інтерферометричних спостережень. Кожен із чотирьох 8,2 м телескопів отримав власну назву від назв об'єктів нічного південного неба на арауканській мові народності Мапуче (Мапудунґун), на території якої розташована обсерваторія Паранал: Анту (Сонце), Куєн (Місяць), Меліпал (Південний Хрест) та Єпун (Венера).
Початково 8,2 м телескопи ДВТ було заплановано для роботи у трьох режимах:
- незалежна робота кожного з чотирьох телескопів (у цьому режимі телескопи здебільшого й працюють). На одному з телескопів можна отримати якісне зображення небесного об'єкта з яскравістю до 30m (видимої зоряної величини) протягом лише однієї години. Такі об'єкти є в чотири мільярда разів слабшими за яскравістю, ніж найслабший об'єкт, видимий неозброєним оком.
- як один великий когерентний телескоп-інтерферометр (ДВТ Інтерферометр або ДВТІ (англ. VLTI)), з метою досягнення більшої роздільної здатності. Цей режим використовується час від часу, загалом лише для спостереження яскравих джерел з малим кутовим розміром.
- як один великий некогерентний інструмент зі значно більшою апертурою для накопичення більшого світлового потоку в одиницю часу. Канали, що мали б збирати світло з різних телескопів до єдиного некогерентного фокусу, побудовано не було. 2004 року було подано запит на фінансування проекту щодо побудови й встановлення обладнання, необхідного для роботи телескопів у цьому режимі.[3] Іноді кілька телескопів в режимі незалежної роботи одночасно націлюють на один об'єкт або з метою збільшити сумарну кількість реєстрованого світла в одиницю часу, або для проведення одночасних спостережень за допомогою різних інструментів.

## Інструменти

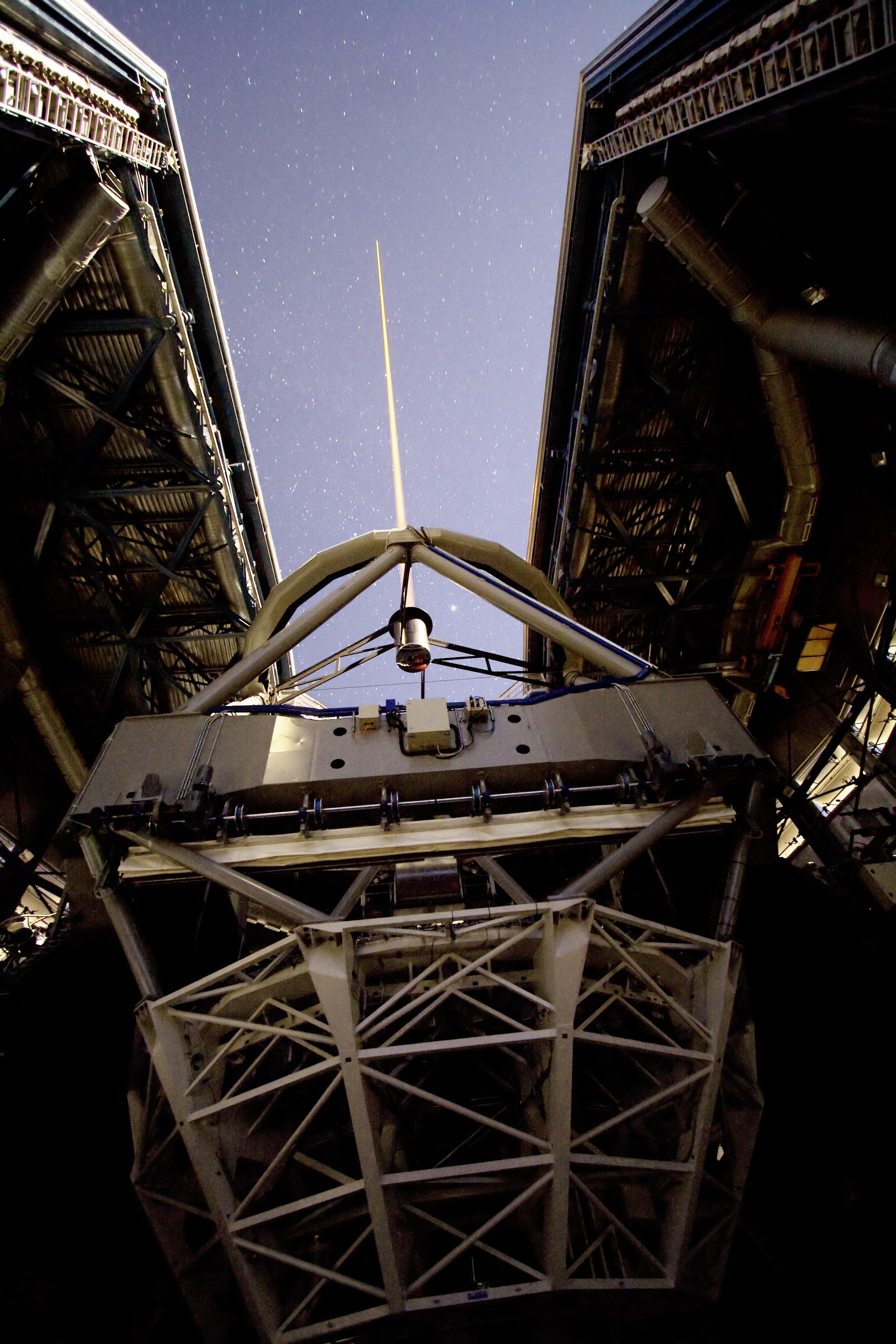
Лазерний промінь телескопу Єпун використовується для контролю за стабільністю земної атмосфери в процесі спостережень

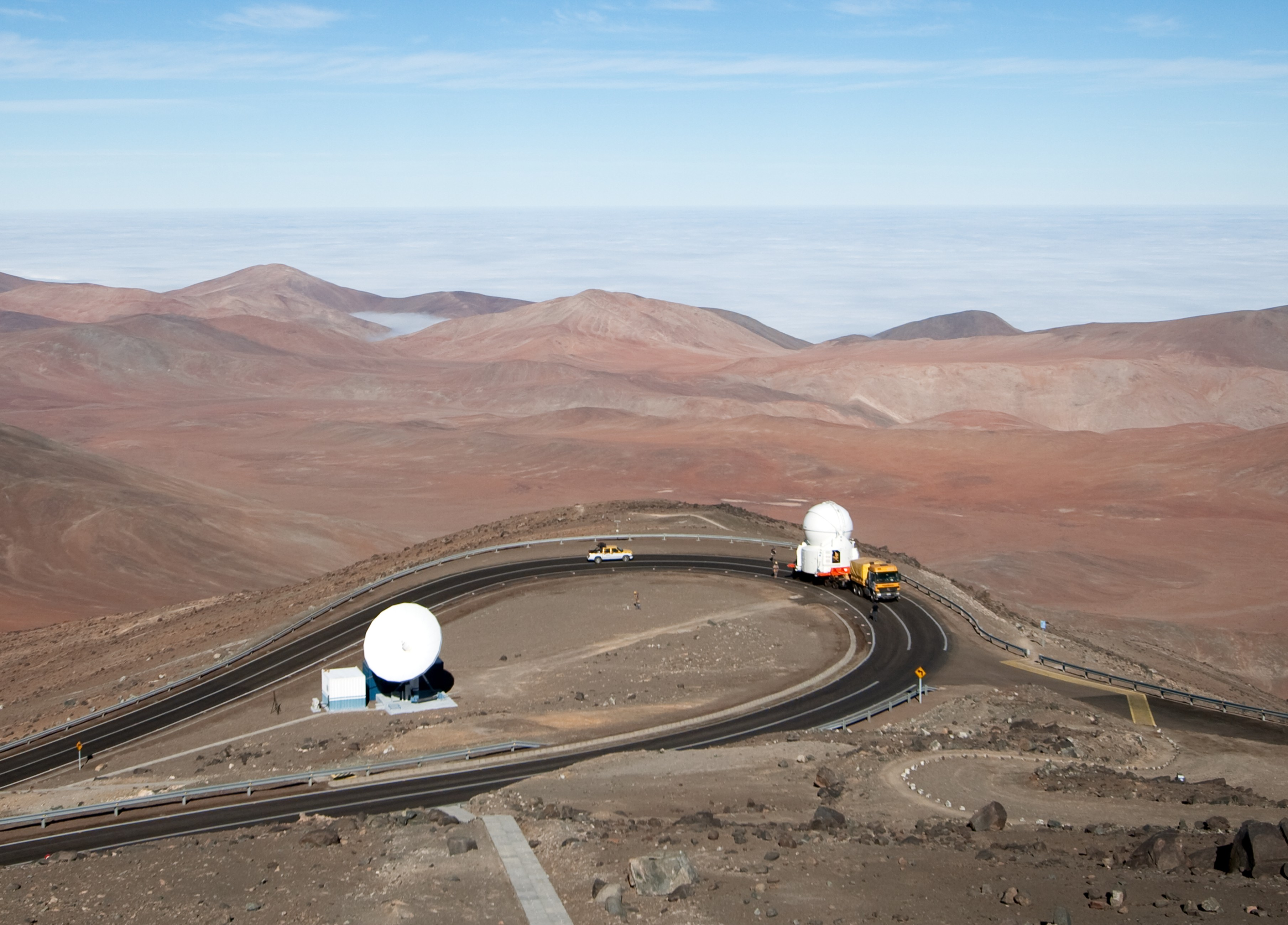
Транспортування одного з чотирьох АТ телескопів.

| Телескоп      | Фокус Касегрена | Фокус Несміта A | Фокус Несміта B |
| ------------- | --------------- | --------------- | --------------- |
| Анту (UT1)    | FORS 2          | CRIRES          | Гостьовий фокус |
| Куєн (UT2)    | X-Shooter       | FLAMES          | UVES            |
| Меліпал (UT3) | VISIR           | ISAAC           | VIMOS           |
| Єпун (UT4)    | SINFONI         | HAWK-I          | NACO            |

Інструменти та прилади ДВТ:
- FORS 1 — фокальний зменшувач та спектрограф малої дисперсії (англ. FOcal Reducer and low dispersion Spectrograph) є по суті камерою з ПЗЗ призначеною для реєстрації видимого випромінювання, яка під'єднана до багатооб'єктного спектрографа з полем зору 6.8 кутових хвилин.
- FORS 2 — є схожим на  FORS 1, але має кращі можливості для багатооб'єктної спектроскопії.
- ISAAC — інфрачервоний спектрометр та ПЗЗ камера (англ. Infrared Spectrometer And Array Camera) є одночасно камерою для отримання інфрачервоних зображень космічних об'єктів та спектрографом.
- UVES — ешельний спектрограф ультрафіолетового та видимого випромінювання  (англ. Ultraviolet and Visual Echelle Spectrograph).
- SINFONI — є спектрографом інтегрального поля з середньою роздільною здатністю в близькому інфрачервоному діапазоні (1-2.5 мікрометра), чиє зображення коректується модулем адаптивної оптики.
- CRIRES — кріогенний інфрачервоний ешельний спектрограф (англ. CRyogenic InfraRed Echelle Spectrograph), чиє зображення коректується модулем адаптивної оптики й який забезпечує роздільну здатність до 100000 в інфрачервоній області спектра від 1 до 5 мікрометрів.
- HAWK-I — камера високої роздільної здатності в К-смузі з широким полем зору (англ. High Acuity Wide field K-band Imager) реєструє зображення об'єктів в близькому інфрачервоному діапазоні з відносно широким полем зору.
- VIMOS — багатооб'єктний спектрограф видимого випромінювання (англ. VIsible Multi-Object Spectrograph), який може реєструвати зображення та спектри одночасно до 1000 галактик в полі зору 14 x 14 кутових хвилин.
- X-Shooter — перший інструмент другого покоління, який є спектрометром з широкою смугою реєстрації випромінювання (від ультрафіолетового до близького інфрачервоного), що призначений для дослідження рідкісних, незвичайних або неідентифікованих об'єктів у космосі.
- Гостьовий фокус на телескопі Анту призначений для встановлення приладів, якими обмінюються обсерваторії світу (наприклад, ULTRACAM чи DAZZLE). Такі прилади призначені для виконання якихось особливих спостережень у межах запланованих наукових проектів.

## Наукові відкриття
Станом на 2015 рік із 10 найбільш значних відкриттів ESO 4 було зроблено на телескопі VLT. 
У квітні 2020 року було виявлено зорю, що обертається навколо надмасивної чорної діри в центрі Чумацького Шляху за траєкторією, яка відповідає передбаченням загальної теорії відносності Ейнштейна: орбіта цієї зорі являє собою розетку, а не еліпс, як передбачено ньютонівськими законами гравітації.

## У науково-популярних передачах
Одне з великих дзеркал ДВТ стало свого часу основною темою епізоду в одній із серій каналу National Geographic, де команда інженерів знімала це дзеркало з телескопа та транспортувала його в окреме місце для «миття» та покриття алюмінієм.

## Див.також
- Обсерваторія Паранал
- Обсерваторія Ла-Сілья
- Надзвичайно великий телескоп
- Гігантський магелланів телескоп
- Приголомшливо великий телескоп